# Selva dei filosofi
La Selva dei filosofi è un dipinto a olio su tela (147x221 cm) di Salvator Rosa, databile al 1642-1644 circa e conservato nella Galleria Palatina a Firenze. 

## Storia
Il dipinto venne eseguitoper il marchese Carlo Gerini con il pendant Cratete che getta in mare i propri denari (oggi in collezione privata inglese), come ricordò Filippo Baldinucci.
Nel 1818 i Gerini offrirono queste due e altre dodici opere al granduca Ferdinando III, ma il Cratete venne rifiutato forse per uno stato di conservazione non ottimale (era stimato circa tre volte meno della Selva dei filosofi), smembrando la coppia.
La Selva venne esposta subito nella galleria Palatina, e descritta da Francesco Inghirami nel 1819. Lo stesso autore descrisse poi più ampiamente l'opera nel catalogo di palazzo Pitti del 1828, denominandola per la prima volta Selva dei filosofi.

## Descrizione e stile

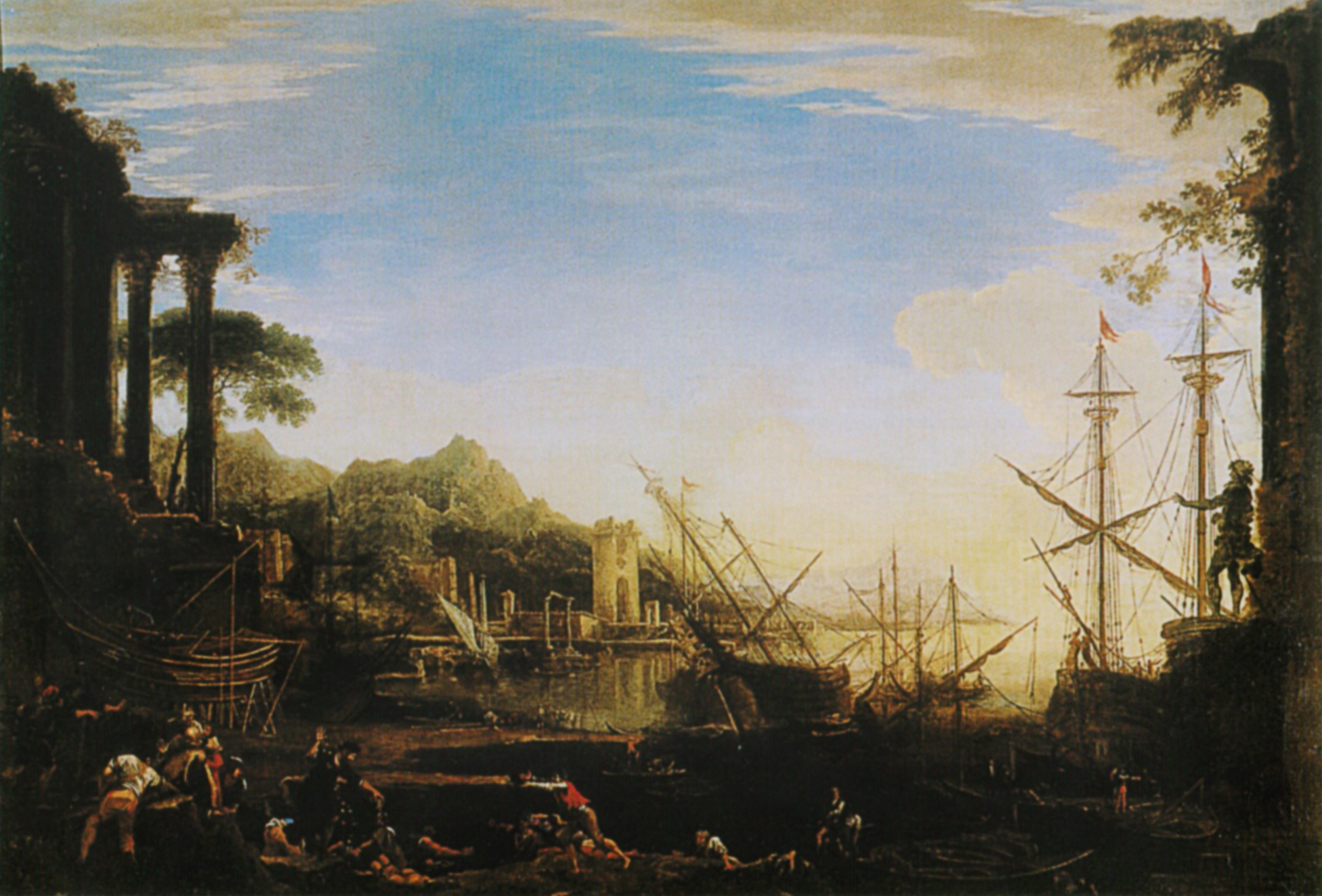
Cratete getta in mare le monete, 1642-44 circa, Craven, Broughton Hall

In un fitto bosco, sotto le fronde di alberi che lasciano intravedere un cielo crepuscolare, tranno una serie di personaggi. Al centro Diogene indica ai compagni un fanciullo che si china in primo piano, in riva a un ruscello, per bere, e il filosofo alza una scodella in mano evidenziandone l'inutilità. La scena bilancia l'interesse per il apesaggio con il tema filosofico del cinismo, tema familiare ai partecipanti all'Accademia dei Percossi, di cui il Rosa fu uno dei maggiori animatori durante il suo soggiorno fiorentino (1640-1648), e che doveva in qualche modo interessare anche il committente. Puà darsi che l'uomo di profilo, con capelli e barba lunghi, di fianco al filosofo sia un autoritratto del pittore. 
Stilisticamente l'opera è giocata sul contrasto sui toni scuri , degli alberi, e chiari dello sfondo che si estende in profondità con effetti atmosferici, mentre la componente umana, ravvivata da raggi di luce, si manifesta colo in primo piano e nella metà inferiore del dipinto. Sono state evidenziate influenze nei luminosi tramonti di Claude Lorrain, nell'ambientazione boscosa del Festino degli dei dei camerini estensi, negli animali in penombra delle opere del Grechetto, nelle figure poplane dei Bamboccianti. Ciò fa pensare a una datazione legata alla prima metà del soggiorno toscano, prima che il Rosa abbracciasse uno stile più classicheggiante, dove il rapporto tra uomo e natura è centrale.